# FK Atlaschi
El FK Atlaschi (en uzbeko: Атласчи футбол клуби) es un equipo de fútbol de Uzbekistán que juega en la Segunda Liga de Uzbekistán, la tercera categoría de fútbol en el país.

## Historia
Fue fundado en el año 1980 en la ciudad de Margilan y pasó jugando en las divisiones regionales de Unión Soviética hasta 1991.
El club es refundado en 1993 y en esa temporada debuta en la Primera Liga de Uzbekistán, de la cual sale campeón y gana el ascenso a la Liga de fútbol de Uzbekistán.
El club pasa cuatro temporadas en la primera división hasta que desciende en 1997 al terminar en último lugar entre 18 equipos, teniendo su mejor temporada la de 1995 en la que terminó en séptimo lugar.

## Palmarés
- Primera Liga de Uzbekistán: 1

1993